# Бабаян, Давид Климович
Давид Климович Бабаян (арм. Դավիթ Կլիմի Բաբայան; род. 5 апреля 1973, Степанакерт, Нагорно-Карабахская АО) — политический деятель непризнанной Нагорно-Карабахской Республики (НКР), министр иностранных дел НКР (2021—2023), доктор исторических наук.

## Биография
- Родился в 1973 году в Степанакерте.
- 1989 — окончил Степанакертскую среднюю русскую школу N8.
- В 1989 году поступил и в 1994 году окончил Ереванский институт народного хозяйства по специальности «Государственное регулирование экономики».
- 1997 — окончил факультет политологии Американского университета Армении.
- 1998 — окончил факультет международных отношений Центрально-европейского университета (Будапешт).
- 2005 — защитил кандидатскую диссертацию в Институте востоковедения НАН РА и получил ученую степень кандидата исторических наук.
- 2013 — получил учёное звание доцента.
- 2018 — защитил докторскую диссертацию в Институте востоковедения НАН РА и получил ученую степень доктора исторических наук.
- Занимался преподавательской деятельностью в Арцахском государственном университете, где преподавал геополитику, политологию и государствоведение, и в Горисском государственном университете.
- Член союза писателей НКР.
- 28 сентября в результате боевых действий в регионе Бабаян сдался азербайджанским властям. По словам Бабаяна, он был включён в чёрный список Азербайджана и азербайджанская сторона потребовала его прибытия в Баку для соответствующего расследования. Бабаян заявил, что его неявка или побег нанесут серьёзнейший вред армянскому народу, в связи с этим он решил направиться из Степанакерта в контролируемый Азербайджаном город Шушу[1]. 1 октября 2023 года генеральный прокурор Азербайджана Кямран Алиев заявил, что «в связи с преступлениями, совершенными в ходе 44-дневной войны 2020 года» Бабаян находился в международном розыске[2].
- 17 января 2025 года стартовал судебный процесс над Бабаяном и рядом других бывших представителей военно-политического руководства НКР[3].

## Политическая карьера
- 1998—1999 — работал вторым секретарем Политического управления Министерства иностранных дел НКР.
- 2000—2001 — работал начальником Отдела политического программирования Политического управления МИД НКР
- 2001 май-декабрь — занимал должность начальника Политического управления МИД НКР.
- 2001—2005 — работал сотрудником Группы планирования при президенте НКР.
- 2005—2007 — являлся помощником президента НКР.
- 2007 — был назначен начальником Главного информационного управления Аппарата президента НКР.
- 2013 — назначен начальником Главного информационного управления Аппарата президента НКР — заместителем руководителя Аппарата президента НКР.
- 2019 — учредил Консервативную партию Арцаха и был избран её председателем[4].
- 2020 — назначен советником президента НКР[5].
- 2021 — назначен министром иностранных дел НКР[6].
- 2023 — назначен советником президента НКР — представителем президента НКР по особым поручениям[7].

Весной 2020 года принимал участие в общереспубликанских выборах в НКР.

## Вклад в науку
Автор около 300 публикаций, в том числе десятков научных статей, опубликованных в целом ряде ведущих научных издание Армении, России, США и Европы. Является автором 8 монографий.
- Проблема воды в контексте урегулирования нагорно-карабахского конфликта, Степанакерт, 2007;
- Политическая история Карабахского ханства в контексте арцахской дипломатии XVIII века, Ереван, 2007;
- Геополитика Китая на современном этапе: некоторые направления и формы, Ереван, 2010;
- Политика Китая в Центральной Азии, на Кавказе и в Северном Прикаспии в конце XX — начале XXI вв., Москва, Институт востоковедения Российской академии наук, 2013;
- Роль и место Армянского нагорья в библейской геополитике, Ереван, 2015;
- Гидрополитика азербайджано-карабахского конфликта, Москва-Ереван, 2019;
- Этнонациональная геополитика Азербайджана и реакция нацменьшинств. Часть I. Kурды и таты, Москва, 2022;
- Карабахская гидрогеополитика: Экзистенциальные проблемы настоящего и будущего., Ереван, 2022.

Член научно-издательских советов энциклопедии «Армения» (Ереван, 2012 г.) и Сельскохозяйственной энциклопедии (Ереван, 2015 г.).

## Награды
- 2016 год — награждён медалью «Вачаган Барепашт».
- Имеет дипломатический ранг чрезвычайного и полномочного посла.